# Al-Harith ibn Jabala
Al-Ḥārith ibn Jabalah (in arabo الحارث بن جبلة; [Flavios] Arethas ([Φλάβιος] Ἀρέθας) nelle fonti greche, italianizzato Areta; Khālid ibn Jabalah (خالد بن جبلة) secondo tarde fonti islamiche; fl. VI secolo) è stato un filarca dei Ghassanidi dal 528 al 569.

## Biografia

### Infanzia
Harith era il figlio di Jabalah IV (Gabalas nelle fonti greche) e fratello di Abu Karab (Abocharabus), filarca della Palaestina Salutaris. Divenne sovrano dei Ghassanidi e filarca dell'Arabia Petraea e della Palaestina Secunda, probabilmente nel 528, in seguito alla morte del padre nella Battaglia di Thannuris. Subito dopo (intorno al 529), secondo lo storico Procopio di Cesarea, fu elevato dall'Imperatore bizantino Giustiniano I (r. 527–565) "alla dignità di re", diventando il comandante supremo di tutti gli alleati arabi in Oriente con il titolo di πατρίκιος καὶ φύλαρχος τῶν Σαρακηνῶν ("patrizio e filarca dei Saraceni"). L'effettiva regione sotto il suo controllo, tuttavia, sembrerebbe fosse limitata, almeno all'inizio, alla parte nordorientale della frontiera araba di Costantinopoli. All'epoca, i Romani d'Oriente e i loro alleati arabi erano impegnati nella guerra iberica contro i Sasanidi e i loro clienti arabi, i Lakhmidi, e l'intento di Giustiniano era quella di creare una controparte al potente sovrano lakhmide, Mundhir, che controllava le tribù arabe alleate con i Persiani.

### Carriera militare

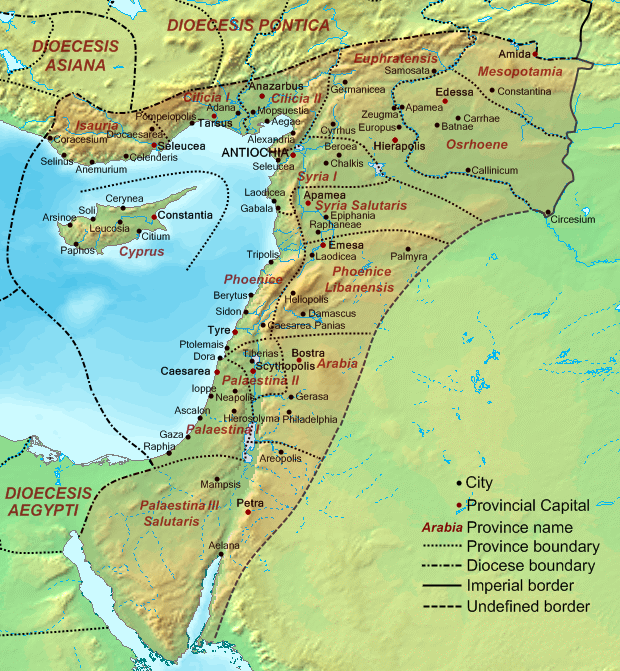
La Diocesi d'Oriente, nelle cui province diverse tribù arabe, comandate dai loro stessi filarchi, furono insediate come foederati. Con l'elevazione di Harith a re, i Ghassanidi, stanziati in Palaestina II, ottennero la preminenza su di esse.

Harith combatté per conto dei Bizantini nelle varie guerre contro la Persia. Già nel 528 era uno dei comandanti di una spedizione punitiva contro Mundhir. Nel 529, contribuì alla repressione della rivolta samaritana, catturando 20 000 fanciulli e fanciulle che vendette come schiavi. Fu forse il contributo di Harith al successo della spedizione a indurre Giustiniano a promuoverlo a filarca supremo. Non è da escludere che avesse preso parte con le proprie truppe alla vittoria bizantina nella Battaglia di Dara del 530, anche se nessuna fonte lo menziona esplicitamente. Nel 531, condusse un contingente di 5 000 arabi nella Battaglia di Callinicum. Procopio di Cesarea, fonte ostile al sovrano ghassanide, riporta che gli Arabi, schierati sulla destra, tradirono i Bizantini fuggendo e rendendosi così responsabili della sconfitta. Tuttavia Giovanni Malala, ritenuto in questo caso specifico più attendibile, riporta che, benché parte degli Arabi fosse effettivamente fuggita, Harith rimase al proprio posto. Le accuse di tradimento mosse da Procopio contro Harith trovano ulteriore smentita dal fatto che il sovrano ghassanide, a differenza di Belisario, fu confermato al comando e rimase attivo in successive operazioni intorno a Martiropoli nello stesso anno.
Nel 537/538 o nel 539 si scontrò con il sovrano lakhmide Mundhir per la questione dei diritti di possesso delle terre a sud di Palmira, nei pressi della vecchia Strata Diocletiana. Il sovrano lakhmide rivendicò il possesso di un territorio di nome Strata a sud di Palmira. Il territorio non era coltivato ma era stato utilizzato in passato come pascolo. Secondo il principe dei Ghassanidi, Areta (al-Ḥārith), vassallo dei Bizantini, la zona apparteneva a Bisanzio sulla base del fatto che le fonti più antiche lo indicavano come ricadente sotto la sovranità dell'Impero romano (il nome ricorda chiaramente il vocabolo latino usato per indicare le strade pavimentate dai Romani)). Secondo al-Mundhir, questo terreno gli apparteneva invece di diritto perché i pastori che pascolavano lì gli pagavano un tributo. Giustiniano inviò in qualità di giudici Strategio, amministratore del tesoro imperiale, e Summo, comandante di Palestina. Summo riteneva che i Bizantini non dovessero cedere quel terreno ai Persiani ma Strategio consigliò prudentemente di non fornire a Cosroe pretesti per dichiarare guerra a Bisanzio per una terra infertile e di valore pressoché nullo. Secondo posteriori resoconti tramandati da al-Tabari, il sovrano ghassanide invase i territori di Mundhir per poi ritirarsi con molto bottino. Questa disputa fu tra i pretesti usati dal sovrano sasanide, Cosroe I (r. 531–579), per riprendere le ostilità con i Bizantini, e una nuova guerra scoppiò nel 540.
Nella campagna del 541, Harith e le sue truppe, accompagnate da 1200 Bizantini sotto il comando dei generali Giovanni il Ghiottone e Traiano, furono spediti da Belisario per compiere una incursione in Assiria. La spedizione fu vittoriosa, penetrando in profondità in territorio nemico e ottenendo molto bottino. A un certo punto, tuttavia, il contingente bizantino fu richiamato indietro, e di conseguenza Harith non riuscì né a ricongiungersi con Belisario né a informarlo della sua posizione. Secondo il racconto di Procopio, ciò, insieme alla diffusione di una malattia tra i soldati, costrinse Belisario alla ritirata. Procopio insinua che Areta avrebbe evitato deliberatamente di ricongiungersi con Belisario al fine di tenersi il bottino per sé. Nella sua Storia segreta, tuttavia, Procopio fornisce una spiegazione differente dell'inazione di Belisario, completamente slegata alle azioni del sovrano ghassanide. Intorno al 544/545, Harith rimase coinvolto in un conflitto armato con un altro filarca arabo, al-Aswad, noto in greco come Asouades.
A partire dal 546 circa, mentre gli scontri tra le due grandi potenze erano cessati in Mesopotamia in conseguenza della tregua del 545, il conflitto tra i loro alleati arabi continuò. Nel corso di una incursione improvvisa, Mundhir catturò uno dei figli di Harith e lo fece sacrificare. Subito dopo, tuttavia, i Lakhmidi subirono una pesante sconfitta in una battaglia contro i Ghassanidi. Il conflitto proseguì, con Mundhir che sferrò ripetute incursioni in Siria. Nel corso di una di queste incursioni, nel giugno 554, Harith si scontrò con lui nella battaglia decisiva di Yawm Halima (il "Giorno di Halima"), celebrata nei componimenti poetici in lingua araba pre-islamici, nei pressi di Chalcis, in cui i Lakhmidi furono sconfitti. Mundhir cadde in questa battaglia, ma Harith perse il suo figlio primogenito Jabalah.
Nel novembre 563 Harith visitò l'imperatore Giustiniano a Costantinopoli, per discutere la propria successione nonché le incursioni contro i propri domini da parte del sovrano lakhmide Amr ibn Hind, che fu alla fine subornato con sussidi. Lasciò certamente una vivida impressione durante la permanenza nella capitale imperiale, non ultimo con la sua presenza fisica: Giovanni da Efeso riporta che ancora anni dopo, l'imperatore Giustino II (r. 565–578), divenuto folle, ne aveva un profondo timore e andava a nascondersi quando gli veniva detto che Areta sarebbe venuto da lui.

### Morte
Quando al-Harith morì nel 569 nel corso di un presunto terremoto, gli succedette il figlio al-Mundhir ibn al-Harith (Φλάβιος Ἀλαμούνδαρος, Flávios Alamúndaros, nelle fonti greche). Il nuovo sovrano lakhmide Qabus ibn al-Mundhir tentò di approfittarne sferrando un attacco, ma fu nettamente sconfitto.

## Politica religiosa
In contrasto con i suoi superiori romani, Harith era di fede miafisita e respingeva il Concilio di Calcedonia. Nel corso del suo governo, al-Harith appoggiò le tendenze anti-calcedoniane particolarmente diffuse nella regione della Siria, presiedendo concili ecclesiastici e rimanendo coinvolto nelle questioni teologiche, contribuendo attivamente alla ripresa della Chiesa miafisita nel corso del VI secolo. Fu così che nel 542, in seguito a due decenni di persecuzioni ai danni dei miafisiti, si rivolse all'imperatrice Teodora, le cui simpatie per i monofisiti erano ben note, affinché fossero nominati nuovi vescovi miafisiti in Siria. Teodora accolse la richiesta nominando vescovi Giacomo Baradeo e Teodoro. Giacomo in particolare si sarebbe rivelato molto abile, riuscendo a convertire diversi pagani e a espandere e rafforzare di molto l'organizzazione della Chiesa Miafisita.